# Polla blava capgrís
Porphyrio poliocephalus és un ocell de la família dels ràl·lids (Rallidae) que rep en anglès el nom de "Grey-headed Swamphen": polla blava capgrís.

## Hàbitat i distribució
Habita aiguamolls des de l'Orient Mitjà i l'Índia fins al sud de la Xina, illes Andaman i Nicobar i sud de Myanmar fins al centre i sud d'Indoxina i Sumatra

## Taxonomia
Conté tres subespècies:
- Porphyrio poliocephalus seistanicus, Zarudny et Härms, 1911. Sud-est de Turquia, nord-oest de l'Iran, Iraq, Paquistan i nord-oest de l'Índia.
- Porphyrio poliocephalus poliocephalus (Latham, 1801). L'Índia i Sri Lanka, sud-oest de la Xina i nord de Tailàndia. Illes Andaman i Nicobar.
- Porphyrio poliocephalus viridis, Begbie, 1834. Des del sud de Birmània fins al centre i sud d'Indoxina, la Península Malaia i el nord de Sumatra.

Aquestes tres subespècies eren incloses a Porphyrio porphyrio fins a l'any 2015 (i encara avui algunes classificacions) en que va ser separada com una espècie de ple dret.